# Дроздиха (Ивановская область)
Дроздиха — деревня в Пучежском районе Ивановской области России. Входит в состав Сеготского сельского поселения.

## География
Деревня расположена в восточной части Ивановской области, в зоне хвойно-широколиственных лесов, к северу от реки Песьи, к западу от автодороги 24К-108, на расстоянии примерно 17 километров (по прямой) к северо-западу от города Пучежа, административного центра района.

### Климат
Климат характеризуется как умеренно континентальный, с умеренно холодной снежной зимой тёплым влажным летом. Среднегодовая температура воздуха — 2,6 °C. Средняя температура воздуха самого холодного месяца (января) — −12,1 °C (абсолютный минимум — −39 °C); самого тёплого месяца (июля) — 17,7 °C (абсолютный максимум — 30 °С). Безморозный период длится около 139 дней. Годовое количество атмосферных осадков — 658 мм, из которых 417 мм выпадает в период с апреля по октябрь. Снежный покров устанавливается в третьей декаде ноября и держится в течение 145 дней.

### Часовой пояс
Деревня Дроздиха, как и вся Ивановская область, находится в часовой зоне МСК (московское время). Смещение применяемого времени относительно UTC составляет +3:00.

## История
В XIX — первой четверти XX века деревня входила в состав Дьяконовской волости Юрьевецкого уезда Костромской губернии, с 1918 года — Иваново-Вознесенской губернии.
С 1929 года деревня входит в состав Пучежского района Ивановской области, с 2005 года — в составе Сеготского сельского поселения.
До 2009 г. в деревне действовала начальная школа, до 2016 г. - детский сад.

## Инфраструктура
В деревне имеются ФАП, сельский клуб, библиотека и магазины.
Улицы: Полевая, Садовая, Северная, Центральная, Восточный пер.

## Экономика
- Сельскохозяйственный производственный кооператив племенной завод (СПК ПЗ) «Русь».

## Население
| 2010 |
| ---- |
| 154  |

### Национальный состав
Согласно результатам переписи 2002 года, в национальной структуре населения русские составляли 100 % из 159 чел.

## Транспорт
Фактически производится регулярное сообщение с центром района — городом Пучеж и городами Кинешма и Юрьевец (рядом с деревней проходит автодорога Пучеж — Кинешма). C автостанции г. Пучеж можно доехать до других населенных пунктов пригородного или междугороднего сообщения (Иваново, Нижний Новгород).